# Antiochos z Askalonu
Antiochos z Askalonu (ur. między początkiem lat trzydziestych a końcem lat dwudziestych II w. p.n.e., zm. po 69 roku p.n.e.) – starożytny filozof platońskiej Akademii (piąta Akademia) doby eklektyzmu. Do naszych czasów nie zachowało się żadne z pism Antiochosa.
Był uczniem Filona z Laryssy. Wykształcenie filozoficzne otrzymał Antiochos nie tylko u Filona, lecz również u stoika Mnesarchosa. Po rozpoczęciu wojen Rzymu z Mitrydatesem opuścił wraz z nim Ateny. Powrócił tam ok. 84 r. p.n.e. i został scholarchą Akademii. Jego wykładów słuchał m.in. Cyceron.
Antiochos z Askalonu nauczał, że prawda istnieje i jest poznawalna. Był przekonany, że nauki Platona i Arystotelesa, a także nauki stoików mówią to samo. Kierunki te wyrażały te same treści za pomocą różnych słów.
W fizyce, logice i etyce popierał stoików. Nauczał życia zgodnego z rozumną naturą. Zarówno cnota, jak i dobra materialne są konieczne do szczęścia.